# Micki van Empel
Micki van Empel (* 24. Juli 1990) ist ein niederländischer Cyclocrossfahrer.
Micki van Empel wurde 2008 bei den Cyclocrossrennen in Moergestel und Amersfoort jeweils Zweiter hinter Boy van Poppel bzw. Ivar Hartogs. Im Januar 2009 wurde er bei der niederländischen Meisterschaft in Huijbergen Zweiter in der U23-Klasse hinter dem Sieger Boy van Poppel. Ende des Jahres gewann er das U23-Rennen beim Superprestige in Ruddervoorde. Seit der Saison 2010 geht Micki van Empel für das belgische Continental Team Telenet-Fidea an den Start.

## Erfolge
2009/2010
- Superprestige - Topsport Vlaanderen Trofee, Ruddervoorde (U23)

## Teams
- 2010 Telenet-Fidea
- 2011 Telenet-Fidea
- 2012 Telenet-Fidea (bis 31. Juli)